# Rune Andréasson
Rune Andréasson (né le 11 août 1925 à Lindome et mort le 15 décembre 1999 à Viken) est un auteur de bande dessinée pour enfants suédois. Il est particulièrement connu pour sa série animalière Bamse, créée en 1966.

## Distinction
- 1969 : Prix Adamson du meilleur auteur suédois pour l'ensemble de son œuvre
- 1979 : Bourse 91:an
- 1994 : Prix Unghunden pour sa contribution à la bande dessinée jeunesse en Suède